# Eleccions legislatives de Cap Verd de 2001
Les eleccions legislatives de Cap Verd de 2001 van tenir lloc a Cap Verd el 14 de gener de 2001. El resultat fou la victòria del Partit Africà per la Independència de Cap Verd, qui va obtenir 40 dels 72 escons. La participació fou del 55,53%.

## Resultats
| Partit                                         | Vots    | %     | Escons | +/– |
| ---------------------------------------------- | ------- | ----- | ------ | --- |
| Partit Africà per la Independència de Cap Verd | 67.860  | 49,50 | 40     | +19 |
| Moviment per la Democràcia                     | 55.586  | 40,55 | 30     | –20 |
| Aliança Democràtica pel Canvi                  | 8.389   | 6,12  | 2      | +1  |
| Partit de Renovació Democràtica                | 4.630   | 3,38  | 0      | Nou |
| Partit Social Democràtic                       | 620     | 0,45  | 0      | 0   |
| Nuls/en blanc                                  | 4.751   | –     | –      | –   |
| Total                                          | 141.836 | 100   | 72     | 0   |
| Votants registrats/participació                | 260.126 | 55,53 | –      | –   |
| Font: African Elections Database               |         |       |        |     |